# Szenen aus dem Leben der Heiligen Johanna

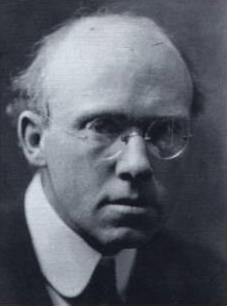
Walter Braunfels 1920

Szenen aus dem Leben der Heiligen Johanna (Heliga Johanna) är en opera i tre akter med musik och libretto av Walter Braunfels. 

## Historia
Braunfels påbörjade komponerandet efter att ha sett Paul Hindemiths Mathis der Maler i maj 1938, och han slutförde operan 1943. Librettot bygger på franska och latinska dokument från rättegången mot Jeanne d'Arc i en tysk översättning (1935), samt några referenser från George Bernard Shaws pjäs Sankta Johanna och från några tolkningar av Jeanne d'Arc gjorda under 1900-talet. Texten citerar flera av Jeannes naiva uttalanden ordagrant från rättegångsprotokollen.

## Uppförandehistorik
Trots Braunfels djupa känslor inför sin opera (som en del av hans katolska tro) var han oförmögen att få operan uppförd efter andra världskrigets slut. Hans elev Fritzjof Haas hävdade att Braunfels sex månader före sin död 1953 sa att av alla hans ouppförda verk var han mest olycklig att aldrig ha fått höra Johanna spelas. Efter Deccas inspelning av Fåglarna 1996 väcktes åter intresset för Braunfels musik och den 31 augusti 2001 framfördes operan konsertant i Stockholm under ledning av Manfred Honeck. Framförandet spelades in av Sveriges Radio och 2010 gav Decca ut inspelningen på CD.

## Personer
| Roller                  | Stämma  | Premiärbesättning 31 augusti 2001 (Dirigent: Manfred Honeck) |
| ----------------------- | ------- | ------------------------------------------------------------ |
| Jeanne d'Arc            | sopran  | Juliane Banse                                                |
| Gilles de Rais          | baryton | Terje Stensvold                                              |
| Georges de la Trémoille | baryton | Günter Missenhardt                                           |
| Karl VII av Frankrike   | tenor   | Gunnar Guðbjörnsson                                          |
| Ärkeängeln Mikael       | tenor   | Robert Künzli                                                |

## Inspelningar
- Sveriges Radio, 2001 uppförd till Decca Classics 2010.